# Marek Perepeczko

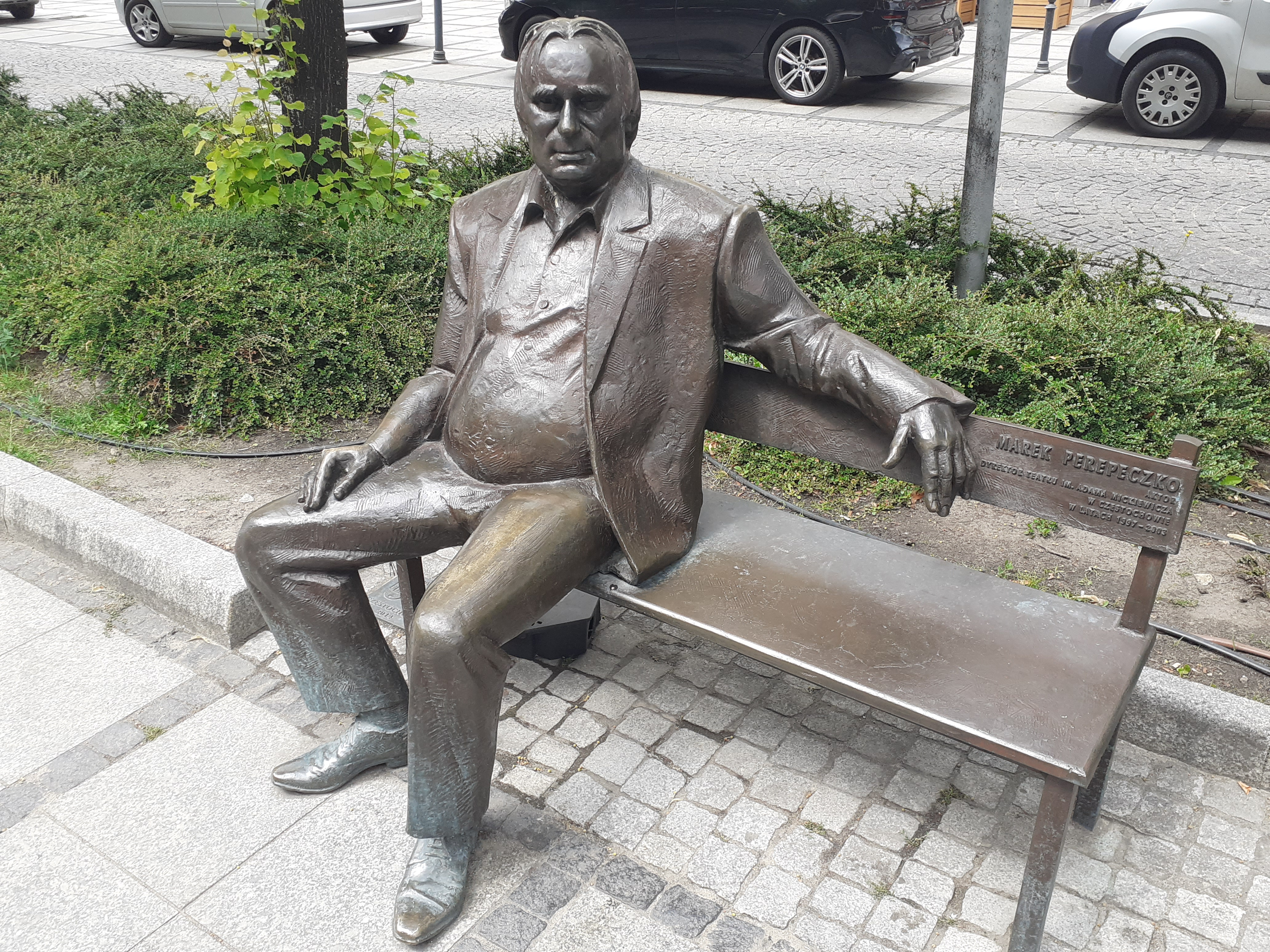
Ławeczka aktora Marka Perepeczki w Częstochowie

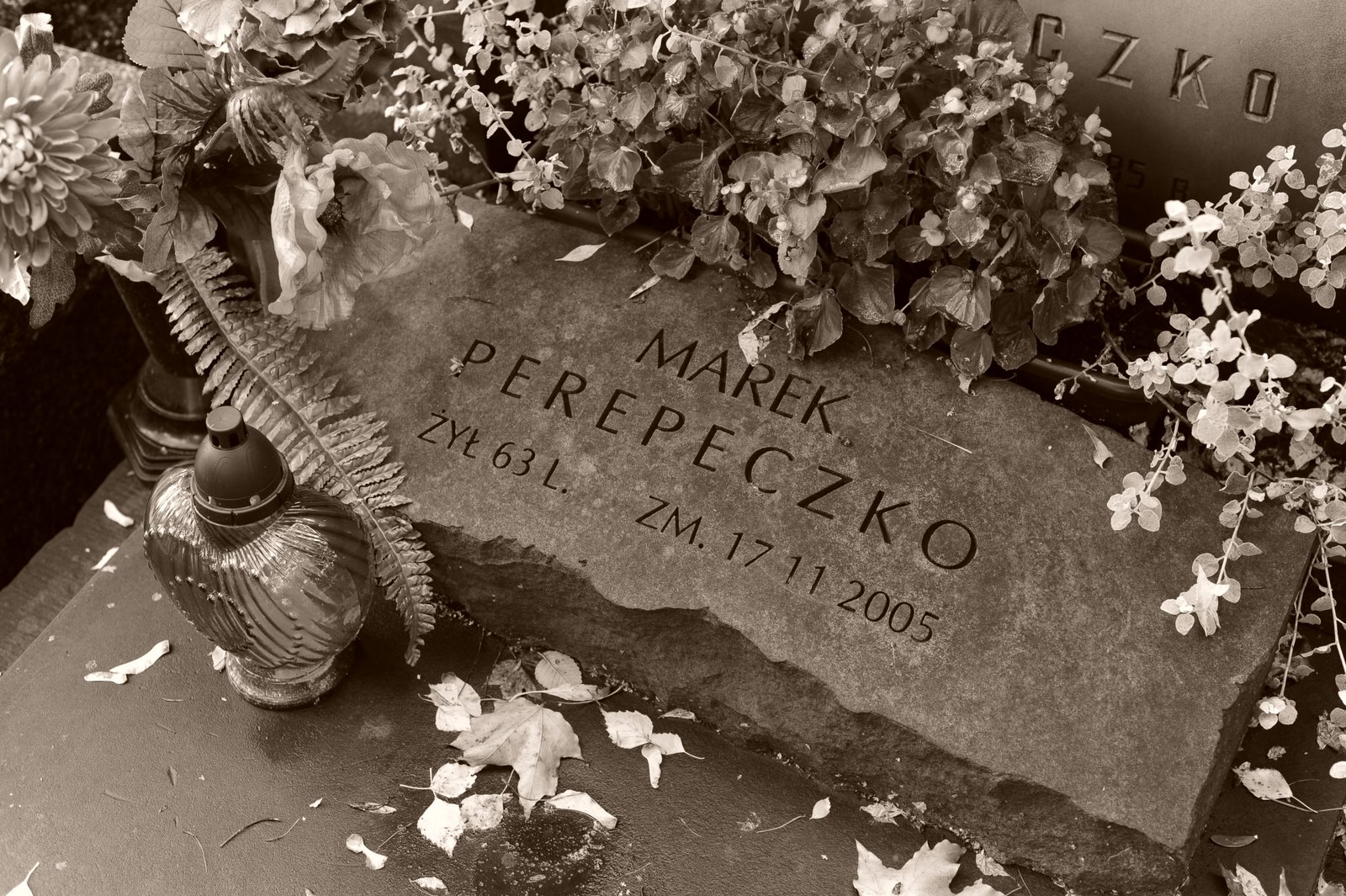
Nagrobek M. Perepeczki na Powązkach

Marek Perepeczko (ur. 3 kwietnia 1942 w Warszawie, zm. 17 listopada 2005 w Częstochowie) – polski aktor; odtwórca głównej roli w serialu telewizyjnym Janosik (1974).

## Życiorys

### Wczesne lata
Urodził się w Warszawie jako syn Floriana Perepeczki. Jego ojciec pod pseudonimem „Szary” uczestniczył w powstaniu warszawskim. Był spokrewniony z Andrzejem Perepeczką, marynarzem i pisarzem (byli braćmi stryjecznymi). Dzieciństwo i lata szkolne spędził na Mokotowie. Jako dziecko był chudy, chorowity i zamknięty w sobie. Jako nastolatek przewyższał wzrostem kolegów (mierzył 190 cm wzrostu). Nie mogąc poradzić sobie z docinkami ze strony kolegów i nieśmiałością, za namową ojca wstąpił do klubu wioślarskiego, a za namową sąsiada, zainteresował się koszykówką. Przez dwa lata trenował w Legii, został członkiem kadry juniorów. Podnosił ciężary, ćwiczył sztuki walki, pływanie i kulturystykę (uchodził za wspaniale zapowiadającego się zawodnika), czemu zawdzięczał atletyczną sylwetkę.
W młodości chciał zostać architektem, ale ostatecznie zdecydował się na aktorstwo. Swoją przyszłą żonę, Agnieszkę Fitkau, spotkał w dniu składania dokumentów do warszawskiej PWST. Para pobrała się w 1966. 

### Kariera
W 1965 ukończył studia na wydziale aktorskim Państwowej Wyższej Szkoły Teatralnej w Warszawie i zadebiutował w roli Gezy w sztuce Jerzego Przeździeckiego Garść piasku w reżyserii Czesława Wołłejki na scenie teatralnej stołecznego Teatru Klasycznego, z którym był związany w latach 1965–1970. Następnie w latach 1970–1972 występował w warszawskim Teatrze Komedia.
Na początku lat 60. występował w Studiu Poetyckim Andrzeja Konica w TVP. Po występie w filmie krótkometrażowym Ciemnogród (1964) w reż. Konrada Nałęckiego jako żołnierz, po raz pierwszy trafił na kinowy ekran w dramacie Andrzeja Wajdy Popioły (1965). W dramacie wojennym Janusza Morgensterna Potem nastąpi cisza (1965) u boku Daniela Olbrychskiego i Andrzeja Łapickiego został obsadzony w roli porucznika Marka Kolskiego. Popularność zyskał jako Aldek Piwko w stylizowanych na western Wilczych echach (1968) Aleksandra Ścibora-Rylskiego. W ekranizacji powieści Henryka Sienkiewicza Panu Wołodyjowski (1969) w reż. Jerzego Hoffmana zagrał postać Adama Nowowiejskiego. Wielką sympatię widzów zdobył dzięki roli tytułowego bohatera serialu Janosik (1973) w reżyserii Jerzego Passendorfera, gdzie ze względu na warunki fizyczne obsadzono go w roli harnasia – herszta zbójników.
W latach 80. przebywał poza granicami Polski – wyjechał do Australii, gdzie prowadził amatorskie kluby literacko-teatralne i założył Tymczasowe Towarzystwo Miłośników Teatru im. Witkacego. Przez ponad 15 lat nie występował na polskich scenach teatralnych, ani przed kamerami. Powrócił do kraju po zmianach politycznych w Polsce w 1989 roku. W latach 1997–2003 był aktorem i dyrektorem Teatru im. Adama Mickiewicza w Częstochowie. Pod koniec lat 90. powrócił do serialu – zagrał postać komendanta posterunku nadkomisarza Władysława Słoika w sitcomie pt. 13 posterunek w reżyserii Macieja Ślesickiego (1997–1998), a także w drugiej jego części z 2000 roku. Tuż przed śmiercią przygotowywał spektakl pt. Dwie morgi utrapienia w teatrze w Czeskim Cieszynie.
W swojej karierze aktorskiej udanie śpiewał (np. repertuar Władimira Wysockiego). Jego aktorskimi wzorami byli Tadeusz Łomnicki i Laurence Olivier.

## Śmierć
Zmarł nagle na zawał serca w nocy z 16 na 17 listopada 2005 w swoim mieszkaniu w Częstochowie. Urna z prochami aktora została złożona 28 listopada 2005 roku na cmentarzu Powązkowskim w Warszawie (kwatera 141, rząd 5, miejsce 9). Aktor spoczął w grobie ze swoimi przodkami, m.in. swoim dziadkiem – inżynierem Franciszkiem Perepeczką i babką Walentyną Perepeczko z Umańców. 31 października 2014 roku w Częstochowie przy al. Najświętszej Maryi Panny została odsłonięta ławeczka Marka Perepeczki, a w czerwcu 2018 roku jego imieniem nazwano ulicę w śródmieściu Częstochowy.

## Filmografia
- Potem nastąpi cisza (1965) jako porucznik Marek Kolski
- Zejście do piekła (1966) jako Odyn Schweiser
- Wilcze echa (1968) jako Aldek Piwko
- Polowanie na muchy (1969) jako reklamujący rajstopy w redakcji „Myśli Młodych”
- Gniewko, syn rybaka (serial telewizyjny, 1968–1970) jako Gniewko
- Pan Wołodyjowski (1969) jako Adam Nowowiejski
- Przygody pana Michała (serial telewizyjny, 1969) jako Adam Nowowiejski
- Góry o zmierzchu (1970)
- Brzezina (1970) jako Michał
- Kolumbowie (serial telewizyjny, 1970) jako „Malutki”
- Przygoda Stasia (1970) jako ojciec Stasia
- Motodrama (1971) jako ciężarowiec Niuniek
- Piłat i inni (1972) jako Centurion Marek Szczurza Śmierć
- Wesele (1972) jako Jasiek
- Janosik (serial telewizyjny, 1973) jako Janosik
- Janosik (1974) jako Janosik
- Awans (1974) jako Antek
- Obrazki z życia (1975) – mężczyzna w lokalu niepodobny do Janosika
- Życie na gorąco (1978) jako Hermann, człowiek Ottona (odc. 9)
- Śmierć autostopowiczek (czes.: Smrt stopařek) (1979) jako Charvát[14]
- Sara (1997) jako Józef, ojciec Sary
- 13 posterunek (serial tv, 1997–1998) jako komendant nadkom. Władysław Słoik
- Pan Tadeusz (1999) jako Maciej Dobrzyński „Chrzciciel”
- 13 posterunek 2 (serial tv, 2000) jako komendant nadkom. Władysław Słoik
- Atrakcyjny pozna panią…  (2004) jako Henryk „Hendryk”
- Dublerzy (2006) jako Corazzi
- Dublerzy (serial) (2006) jako Corazzi